# Kim Ki-taik
Kim Ki-taik (kor. 김기택; ur. 3 października 1962) – południowokoreański tenisista stołowy, srebrny medalista igrzysk olimpijskich, dwukrotny medalista igrzysk azjatyckich.
Wziął udział w igrzyskach olimpijskich w Seulu w 1988 roku. W grze pojedynczej zdobył srebrny medal olimpijski, a w deblu zajął czwarte miejsce (jego partnerem był Kim Wan).
W 1982 roku zdobył dwa medale igrzysk azjatyckich – srebrny w grze podwójnej i brązowy w zawodach drużynowych.